# 里奥马焦雷城堡

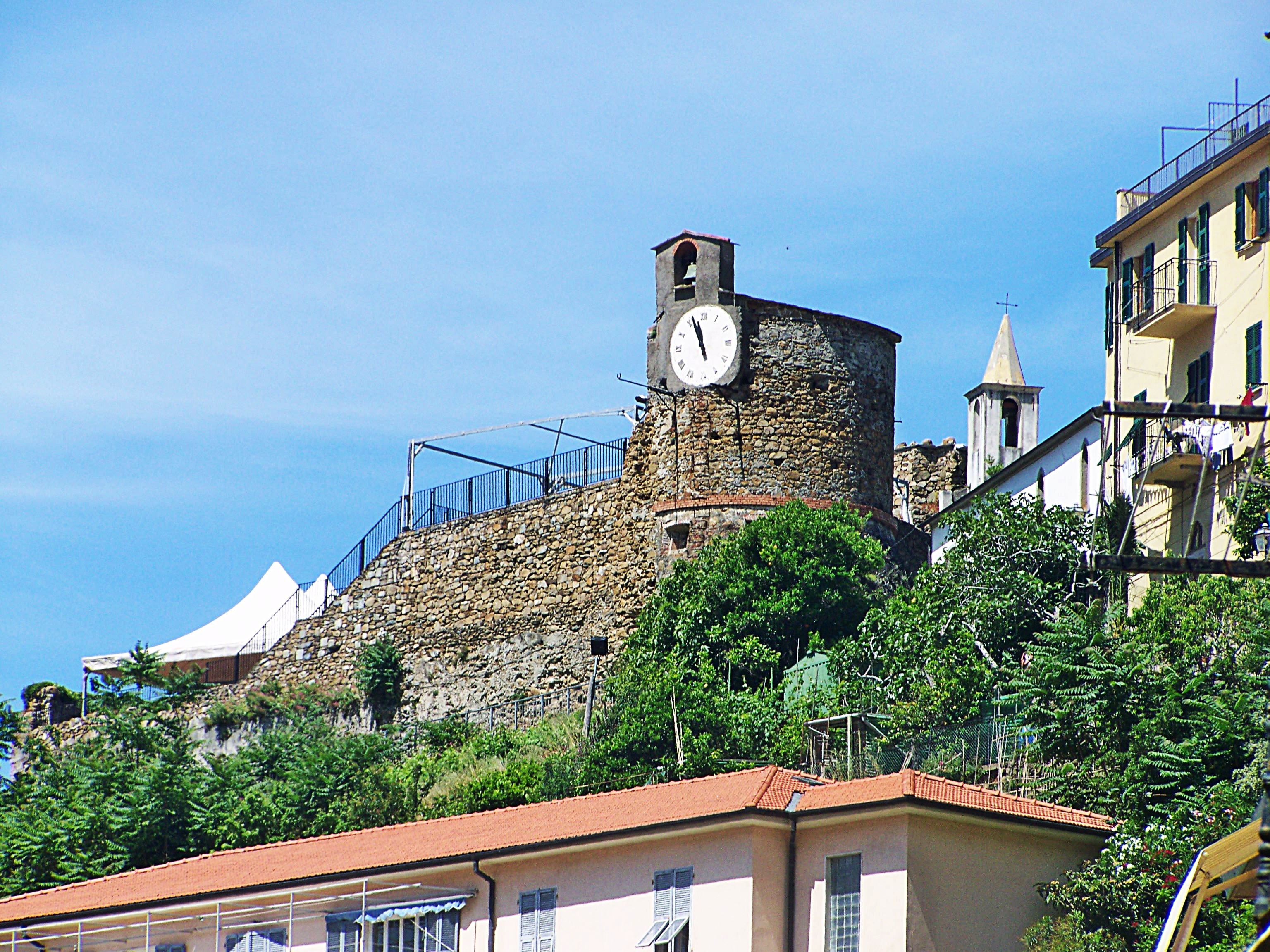

里奥马焦雷城堡（義大利語：Castello di Riomaggiore）是意大利拉斯佩齐亚省五渔村地区里奥马焦雷的一座历史建筑。最初用于防御目的，后来曾改为公墓，现在由当地市政当局用作会议室和文化中心。
据历史记载，里奥马焦雷城堡最初建于1260年。在15世纪和16世纪，热那亚共和国时期，在山上建造新的城堡。自拿破仑·波拿巴统治时期，以及随后的利古里亚共和国时期，城堡内成为埋葬死者的公墓。20世纪末，建筑群得到修复，改为文化中心。

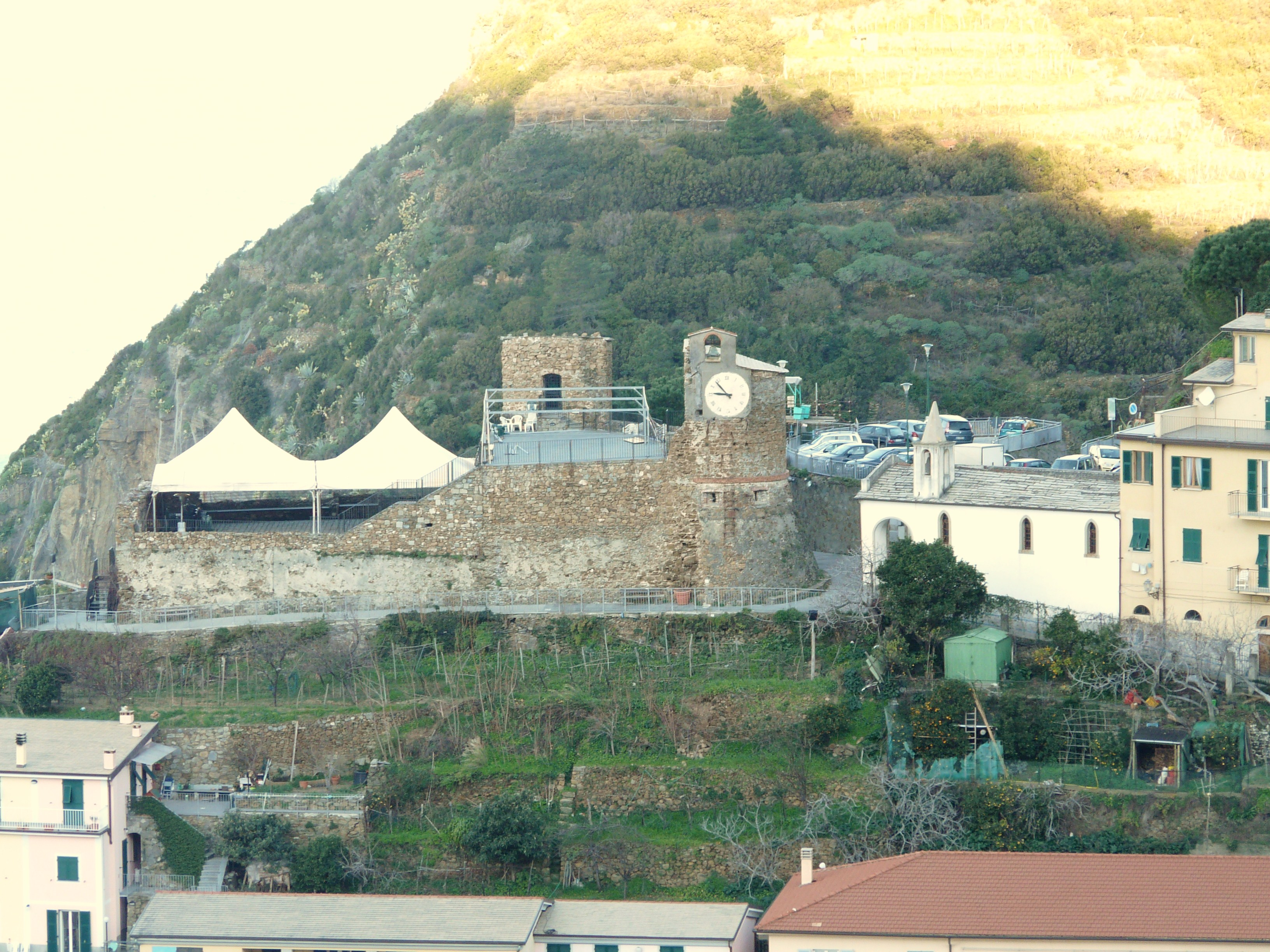
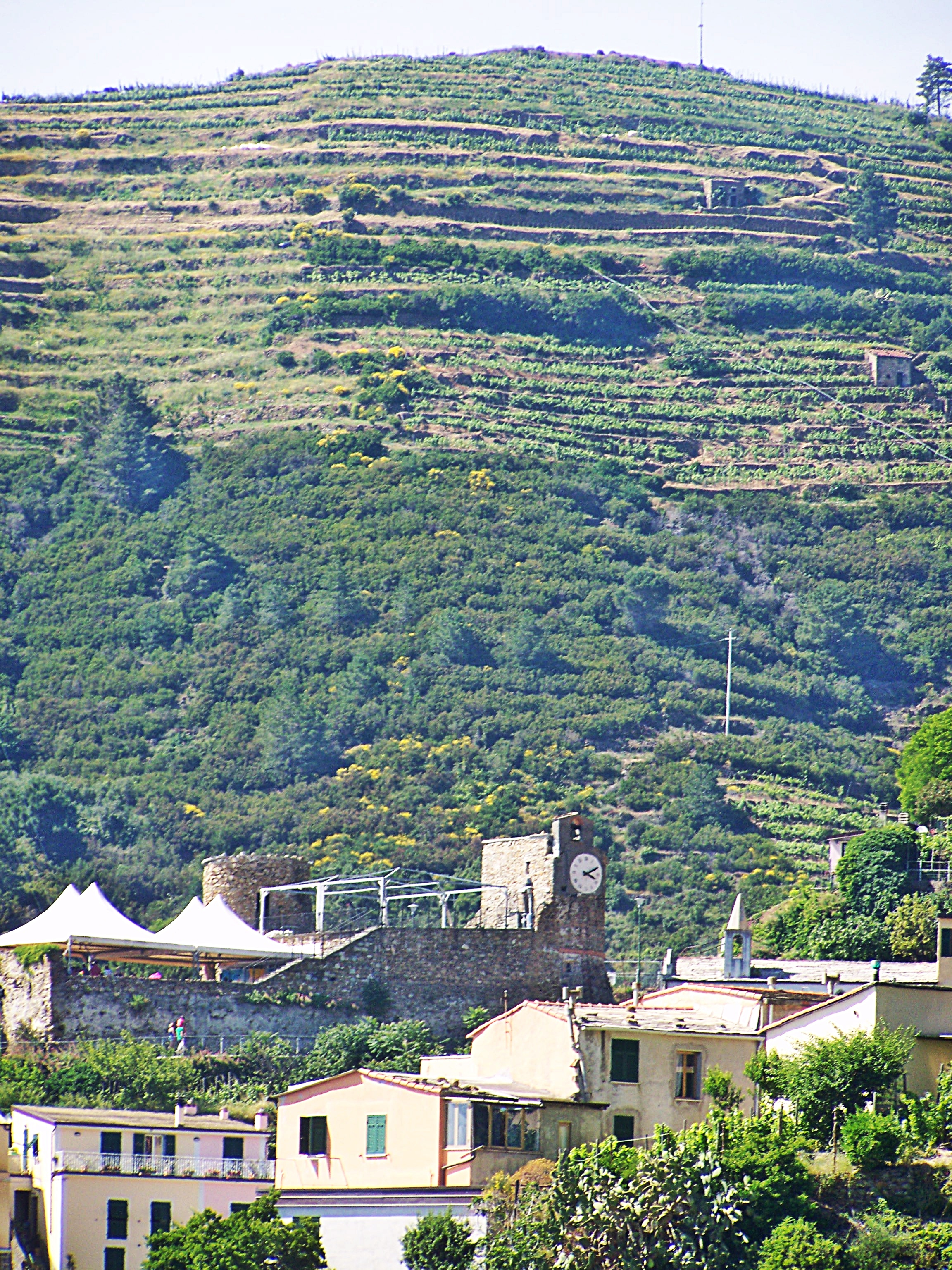